# Месершмит
Вижте пояснителната страница за други значения на Месершмит.
Месершмит (на немски: Messerschmitt AG) е немска самолетостроителна компания от гр. Аугсбург, Бавария, Германия, най-известна с изтребителите си от епохата на Втората световна война, сред които Bf 109 и Ме 262.
Компанията произлиза от реформираната Байерише Флугцойгверке (Bayerische Flugzeugwerke (BFW), купена от германския авиоконструктор Вили Месершмит. Оцелява след войната и днес е част от големия концерн ЕАДС, където участва и другата голяма самолетостроителна компания от войната „Фоке-Вулф“.
Някои от изтребителите на „Месершмит“ включват революционни технологии, които се използват дори в модерни изтребители, като например крилете с изменяема стреловидност.

## Някои модели самолети
- Bf 109 – сред най-известните изтребители през Втората световна война и най-произвежданият германски боен самолет.
- Bf 110 – двумоторен тежък изтребител от периода на Втората световна война
- Me 323 – най-големият транспортен самолет през Втората световна война
- Ме 262 – първият в света реактивен изтребител, използван по време на война
- Me 163 – единствен ракетоплан, влязъл в масово производство
- Me 410 – двумоторен изтребител / бомбардировач